# Old Times
Old Times è un fumetto one-shot scritto da Peter David, basato sulla serie televisiva Angel. Viene pubblicato per la prima volta nell'agosto del 2005 dalla Idea and Design Works.
Questo fumetto, come moltissimi altri, viene considerato non canonico poiché, pur basandosi su materiale originale, non risulta ufficialmente conforme alle norme stabilite dall'autore. Viene comunque commercializzato in quanto lo stesso Joss Whedon ne ha approvato la divulgazione.
Nel novembre del 2009 è stato inserito nel volume Spike Omnibus che raccoglie ben 17 storie su Spike per un totale di 444 pagine.

## Trama
- Testi: Peter David
- Disegni: Fernando Goni
- Colori: Impacto Studios
- Inchiostro: Impacto Studios
- prima pubblicazione USA: agosto 2005

1880, Londra, William Pratt, poetastro ingenuo, dichiara il proprio amore a Cecily durante una festa. La donna, che non contraccambia il suo amore, lo respinge. Viene quindi deriso ed umiliato sia da lei che lo definisce come suo inferiore che da un conviviale di nome Thomas Wexler.
Questo affronto segnerà la sua anima in eterno.
Disperato ed affranto si imbatte in Drusilla, una vampira che lo seduce e ne farà il suo compagno.
Un secolo più tardi William il Sanguinario, soprannome che gli deriva dal suo antico passato di uomo in cui le sue poesie erano talmente terribili da far sanguinare le orecchie, si rincontra con Cecily, apparentemente ancora appassionata di poesie, in realtà Halfrek demone della vendetta, impegnata a portare a termine la sua personale maledizione su di un pronipote di Thomas Wexler.
Per riscattarsi dell'affronto subito Spike farà di tutto per salvare il malcapitato e interrompere la maledizione.

## Curiosità
Questo one-shot, come anche Old Wounds e Lost and Found che vedono sempre Spike come protagonista, ha la caratteristica di riportare indietro nel tempo il lettore, facendogli rivivere momenti del passato di questo ironico vampiro.
La storia spiega anche per quale motivo Spike e Halfrek, che si incontrano durante la puntata televisiva "Il compleanno di Buffy (6x14)", si riconoscono e Spike viene salutato dal demone della vendetta con il suo antico nome: William.
Questo flashback rende possibile identificare e comprendere il collegamento fra Halfrek e Cecily che in realtà sono la stessa persona: demone della vendetta (con sembianze da nobildonna) pronta a dare seguito alle lamentele di un poeta umiliato all'epoca, demone della vendetta (con un finto incarico di assistente sociale) pronta ad esaudire le richieste di una Dawn Summers bisognosa di affetto ai nostri giorni.